# Parasyrisca marusiki
Parasyrisca marusiki är en spindelart som beskrevs av Mykola M. Kovblyuk 2003. Parasyrisca marusiki ingår i släktet Parasyrisca och familjen plattbuksspindlar.
Artens utbredningsområde är Ukraina. Inga underarter finns listade i Catalogue of Life.